# Academia Nacional de la Historia de Venezuela
La Academia Nacional de la Historia de Venezuela es una institución que se dedica al estudio y promoción de la Historia de Venezuela. En concreto se plantea como objetivo la recopilación de documentación bibliográfica, hemerográfica, audiovisual o de otra índole que verse sobre los hechos políticos, económicos y sociales sucedidos en el país.

## Historia
La creación de la academia fue decretada por el expresidente Juan Pablo Rojas Paúl, el 28 de octubre de 1888. Su misión expresa es el estudio de la historia venezolana y la historia americana y mundial que posea relevancia directa con el proceso nacional. También se ocupa de la promoción de la investigación de la enseñanza de la historia, a la vez que se propone el afianzamiento de la identidad venezolana, todo mediante publicaciones editoriales, audiovisuales y eventos de diversa índole.
Su sede se encuentra en el Palacio de las Academias en la Avenida Universidad de Caracas, entre las esquinas de San Francisco y La Bolsa. En sus instalaciones alberga su Biblioteca, que en un principio contuvo los ejemplares bibliográficos, otros documentos y fuentes audiovisuales. Desde 1889 los Individuos de Número que formaron parte de la Academia funcionaron también como los bibliotecarios/archiveros de la institución. 
Con el paso del tiempo, el aumento de los recursos documentales aumentó de tal manera que se requirió organizar dichos recursos en tres departamentos separados: la Biblioteca en sí, el Archivo y la Hemeroteca de la Academia. En 1952 traslada su sede al Palacio de las Academias, en la que también funcionan la Academia Venezolana de la Lengua y la Academia de Ciencias Físicas, Matemáticas y Naturales. En 1961 se decidió abrir sus tres dependencias para consulta del público general.
Entre los más destacados «tesoros» de la institución figuran el Colombeia, el extenso compendio de los escritos y diarios de Francisco de Miranda, que contiene información y notas sobre la Guerra de Independencia de los Estados Unidos, la Revolución francesa y los inicios de las guerras de independencia hispanoamericana. Tales archivos fueron trasladados a la Academia entre 1929 y 1950, luego de haber sido adquiridos por el Gobierno venezolano. 
Igualmente están los Archivos de Simón Bolívar, compuesto por la correspondencia, proclamas, documentos personales y militares, decretos y notas sobre las sociedades latinoamericanas escritos por el Libertador. Estos son guardados en un anexo aparte de la Academia que se encuentra en la Esquina de Traposos, en la misma avenida. Ambas recopilaciones han sido incluidas dentro del Programa Memoria del Mundo de la Unesco.
El 5 de junio de 1940 se incorporó a la Academia la primera mujer: Lucila Luciani de Pérez Díaz. Su discurso estuvo inspirado en el generalísimo Francisco de Miranda, expresando la igualdad de la mujer en aspectos social, cultural y oficial. Ingresó ocupando el Sillón «X», vacante por la muerte del doctor Plácido Daniel Rodríguez Rivero. El discurso de bienvenida lo respondió el doctor Juan José Mendoza.
Hugo Chávez despojó a la Academia Nacional de Historia de los archivos de Simón Bolívar y de Francisco de Miranda. Esto produjo la paralización de las publicaciones de sus fuentes.

## Individuos de número
- Laureano Vallenilla Lanz

A partir de 1960:
- Guillermo Morón (1926-2021) (Incorporación: 1960, sillón «P»)
- Joaquín Gabaldón Márquez (1906-1984) (Incorporación: 1960)
- Caracciolo Parra Pérez (1888-1964) (Incorporación: 1960)
- Ángel Francisco Brice (1894-1969) (Incorporación: 1960)
- Arturo Uslar Pietri (1906-2001) (Incorporación: 1960)
- Mario Briceño Perozo (1917-1995) (Incorporación: 1961)
- Édgar Sanabria (1911-1989) (Incorporación: 1963)
- Virgilio Tosta (1922-2012) (Incorporación: 1963)
- Luis Beltrán Guerrero (1914-1997) (Incorporación: 1964)
- Blas Bruni Celli (1925-2013) (Incorporación: 1965, sillón «K»)
- Diego Bautista Urbaneja Arroyo (1947) (Incorporación: 2013, sillón «K»)
- Carlos Manuel Möller Mejías (1896-1966) (Incorporación: 1966)
- José Antonio Calcaño (1900-1978) (Incorporación: 1967)
- Jerónimo Martínez Mendoza Álvarez (1902-1972) (Incorporación: 1967)
- Tomás Pérez Tenreiro (Incorporación: 1969)
- Ildefonso Leal (1932-2015) (Incorporación: 1971, sillón «O»)
- José Humberto Quintero (1902-1984) (Incorporación: 1971)
- Ramón José Velásquez (1916-2014) (Incorporación: 1971, sillón «T»)
- Rafael Armando Rojas (1914-2007) (Incorporación: 1971)
- José Luis Salcedo Bastardo (1926-2005) (Incorporación: 1973)
- Oscar Beaujón (1914-1990) (Incorporación: 1973)
- José Carrillo Moreno (1922-1975) (Incorporación: 1973)
- Lucas Guillermo Castillo Lara (1921-2002) (Incorporación: 1977)
- Nicolás Perazzo (1904-1987) (Incorporación: 1978)
- Ermila Troconis de Veracoechea (1929-2018) (Incorporación: 1978, sillón «Q»)
- Santiago Gerardo Suárez (1930-1996) (Incorporación: 1979)
- José Antonio de Armas Chitty (1908-1995) (Incorporación: 1979)
- Tomás Polanco Alcántara (1927-2002) (Incorporación: 1980)
- Rafael Fernández Heres (1923-2010) (Incorporación: 1985, sillón «J»)
- Manuel Pérez Vila (1922-1991) (Incorporación: 1986)
- Mario Sanoja Obediente (1934-2022) (Incorporación: 1987, sillón «LL»)
- Carlos Federico Duarte Gaillard (1939-2024) (Incorporación: 1987, sillón «I»)
- Tomás Enrique Carrillo Batalla (1921-2015) (Incorporación: 1989, sillón «V»)
- Marianela Ponce Senior (1944) (Incorporación: 1990, sillón «E»)
- Ramón Adolfo Tovar López (1923) (Incorporación: 1991, sillón «H»)
- Manuel Alfredo Rodríguez (1929-2002) (Incorporación: 1992)
- Pedro Grases González (1909-2004) (Incorporación: 1992)
- José Del Rey Fajardo (1934-2023) (Incorporación: 1996, sillón «S»)
- Manuel Rodríguez Campos (1930) (Incorporación: 1997, sillón «M»)
- Elías Pino Iturrieta (1944) (Incorporación: 1997, sillón «N»)
- Simón Alberto Consalvi (1927-2013) (Incorporación: 1997, sillón «C»)
- José Alberto Olivar (1977) (Incorporación: 2024, sillón «G»)
- Santos Rodulfo Cortés (1924-2014) (Incorporación: 2002, sillón «Z»)
- Pedro Cunill Grau (1935-2023) (Incorporación: 2004, sillón «R»)
- Germán Cardozo Galué (1940-2017) (Incorporación: 2005, sillón «D»)
- Héctor Enrique Bencomo Barrios (1924-2012) (Incorporación: 2005, sillón «E»)
- Manuel Antonio Caballero Agüero (1931-2010) (Incorporación: 2005, sillón «F»)
- Inés Mercedes Quintero Montiel (1955) (Incorporación: 2005, sillón «L»)
- Germán Carrera Damas (1930) (Incorporación: 2007, sillón «X»)
- María Elena González Deluca (1941) (Incorporación: 2010, sillón «Y»)
- Edgardo Mondolfi Gudat (1964) (Incorporación: 2011, sillón «J»)
- Manuel Donís Ríos (1950) (Incorporación: 2011 sillón «F»)
- María Elena Plaza Palacios (1952) (Incorporación: 2013, sillón «B»)
- Rogelio Pérez Perdomo (Incorporación: 2014, sillón «C»)
- Tomás Straka (1972) (Incorporación: 2015, sillón «O»)
- Carole Leal Curiel (1952) (Incorporación: 2016, sillón «T»)
- Luis Ugalde (1938) (Incorporación: 2018, sillón «Z»)
- Gustavo Vaamonde (1972) (Incorporación: 2018, sillón «D»)
- Catalina Banko (1946) (Incorporación: 2018, sillón «V»)
- Reinaldo Rojas (Incorporación: 2019, sillón «H»)
- Elis Simón Mercado Matute (Incorporación: 2019)
- Carlos Guillermo Cruz (Incorporación: 2019)
- Ocarina Castillo (Incorporación: 2020; sillón «Q»)
- Baltazar Porras (1944) (Incorporación: 2024, sillón «P»)

## Miembros correspondientes
- Humberto Tejera (Miembro correspondiente en México, Incorporación: 1966)[4]